# 藤原世嗣
藤原 世嗣（ふじわら の よつぐ）は、平安時代初期の貴族。名は世継とも記される。藤原式家、中納言・藤原種継の四男。官位は従四位上・伊勢守。

## 経歴
桓武朝の延暦19年（800年）正六位下から二階昇進して従五位下に叙爵し、大学頭に任ぜられる。平城朝から嵯峨朝にかけて侍従を務める傍ら、宮内卿・右少弁・下総介の諸官を兼ね、この間の弘仁3年（812年）従五位上に叙せられている。
弘仁12年（821年）正五位下、天長3年（826年）従四位下と嵯峨朝末から淳和朝にかけて順調に昇進する。のち、伊勢守として地方官に転じ、天長8年（831年）正月には従四位上に至るが、同年3月11日卒去。享年53。

## 人物
若い頃から物事を幅広く学び、鋭意精進した。自分に優れた才能に欠ける事を知り、目下の者に物事を尋ねるのを恥じなかった。人々に恭しく謹み深く接し、常にそれを忘れなかった。伊勢国司を務めたが、毀誉褒貶はなかった。
兄の訃報に接して百里の道のりを駆けつけるが、1ヶ月も経過しないうちに、後を追うように没したという。

## 官歴
『日本後紀』による。
- 時期不詳：正六位下
- 延暦19年（800年） 正月4日：従五位下。日付不詳：大学頭
- 時期不詳：侍従
- 大同3年（808年） 5月21日：兼宮内卿
- 弘仁2年（811年） 7月23日：兼右少弁
- 弘仁4年（813年） 正月10日：兼下総介
- 弘仁3年（812年） 正月7日：従五位上
- 弘仁12年（821年） 日付不詳：正五位下
- 天長3年（826年） 正月7日：従四位下
- 時期不詳：伊勢守
- 天長8年（831年） 正月4日：従四位上。3月11日：卒去

## 系譜
- 父：藤原種継（737-785）
- 母：不詳
- 生母不明の子女
  - 男子：藤原永峯